# Dolná Súča
Dolná Súča és un poble i municipi d'Eslovàquia que es troba a la regió de Trenčín.

## Història
La primera menció escrita de la vila es remunta al 1208.

## Demografia
| Godina             | 1994 | 2004   | 2014   | 2024 |
| ------------------ | ---- | ------ | ------ | ---- |
| Nombre de persones | 2774 | 2917   | 3050   | 3050 |
| Diferència         |      | +5,15% | +4,55% | +0%  |

| Godina             | 2023 | 2024   |
| ------------------ | ---- | ------ |
| Nombre de persones | 3056 | 3050   |
| Diferència         |      | −0,19% |